# Liste des maires de Lorient

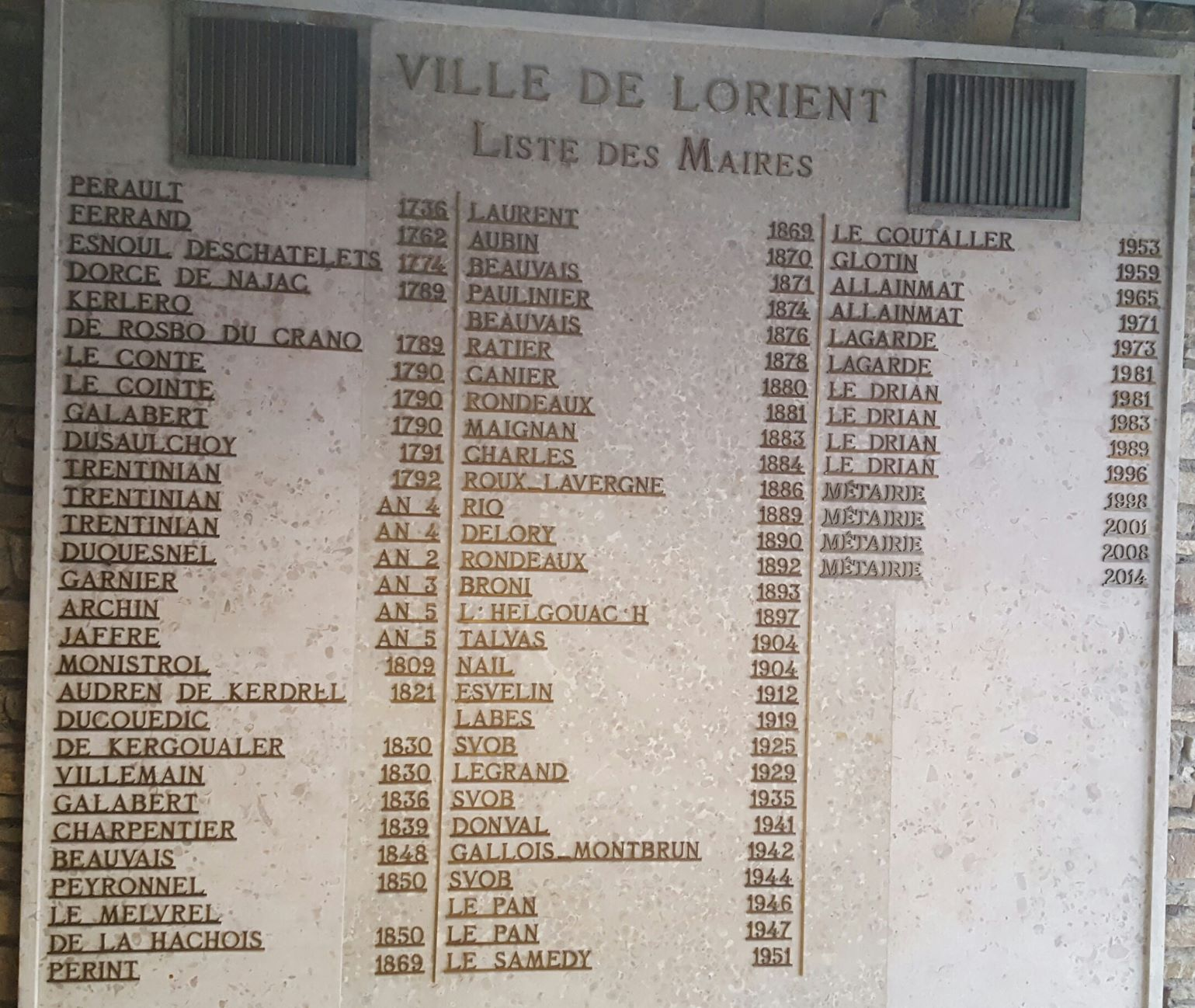
Les noms des maires de Lorient à l'hôtel de ville.

Cet article donne la liste des maires de la ville de Lorient de 1736 à nos jours.

## Liste des maires
| No | Portrait | Nom                            | Appartenance politique | Début du mandat   | Fin du mandat    |
| -- | -------- | ------------------------------ | ---------------------- | ----------------- | ---------------- |
| 1  |          | Étienne Perault                |                        | 12 septembre 1736 | 11 mars 1762     |
| 2  |          | Jean-Michel Ferrand            |                        | 22 mai 1762       | 7 mars 1774      |
| 3  |          | Jean-Marie Esnoult Deschateles |                        | 22 juillet 1774   | 8 septembre 1789 |

| No | Portrait | Nom                                   | Appartenance politique | Début du mandat   | Fin du mandat        |
| -- | -------- | ------------------------------------- | ---------------------- | ----------------- | -------------------- |
| 4  |          | Benoît Georges de Najac               |                        | 8 septembre 1789  | 15 octobre 1789      |
| 5  |          | Jean-Marie Kerlero de Rosbo du Carno  |                        | 15 octobre 1789   | 14 janvier 1790      |
| 6  |          | Arnoult Le Conte                      |                        | 14 janvier 1790   | 1er février 1790     |
| 7  |          | Jean-Jacques Lecointe                 |                        | 1er février 1790  | 10 juin 1790         |
| 8  |          | Louis François Galabert               |                        | 17 juillet 1790   | 19 novembre 1791     |
| 9  |          | Louis Marie Dusaulchoy                |                        | 21 novembre 1791  | 1er décembre 1792    |
| 10 |          | Jean-Jacques Trentinian               |                        | 19 décembre 1792  | 5 septembre 1793     |
| 11 |          | Jean Jacques Duquesnel                |                        | 20 frimaire An II | 4 floréal An III     |
| 12 |          | Jean Garnier                          |                        | 6 frimaire An III | 10 frimaire An IV    |
| 13 |          | Jean-Jacques Trentinian               |                        | 10 frimaire An IV | 8 germinal An V      |
| 14 |          | Louis Toussaint Archin                |                        | 8 germinal An V   | 29 fructidor An V    |
| 15 |          | Pierre Jean Jaffré                    |                        | An V              | 29 fructidor An VIII |
| 16 |          | François Louis Monistrol              |                        | 15 avril 1809     | 23 avril 1821        |
| 17 |          | Casimir Eugène Audren de Kerdrel      |                        | 28 juillet 1821   | 10 janvier 1830      |
| 18 |          | Charles Louis Ducouedic de Kergoualer |                        | 19 mars 1830      | 6 août 1830          |
| 19 |          | Bertrand Villemain                    |                        | 15 septembre 1830 | 10 mars 1836         |
| 20 |          | Jean Marie Galabert                   |                        | mars 1836         | 29 mars 1839         |
| 21 |          | Auguste Charpentier                   |                        | 13 août 1839      | mars 1848            |
| 22 |          | Édouard Beauvais                      |                        | mars 1848         | mars 1850            |
| 23 |          | Antoine Peyronnel                     |                        | mars 1850         | août 1850            |
| 24 |          | Joseph Le Mélorel de La Haichois      |                        | 24 septembre 1850 | janvier 1869         |
| 25 |          | Jean Charles Perint                   |                        | 22 janvier 1869   | 16 juin 1869         |
| 26 |          | Jean Eugène Laurent                   |                        | 16 juin 1869      | 6 août 1870          |

| No | Portrait | Nom                                 | Appartenance politique | Début du mandat  | Fin du mandat    |
| -- | -------- | ----------------------------------- | ---------------------- | ---------------- | ---------------- |
| 27 |          | Évariste Louis Aubin                |                        | 6 août 1870      | 17 août 1871     |
| 28 |          | Édouard Beauvais                    |                        | 17 mai 1871      | 23 février 1874  |
| 29 |          | Ludovic Paulinier                   |                        | 23 février 1874  | 27 juin 1876     |
| 30 |          | Édouard Beauvais                    |                        | 27 juin 1876     | 5 septembre 1877 |
| 31 |          | Simon François Marie Gustave Ratier |                        | 15 mars 1878     | 13 avril 1880    |
| 32 |          | Jean Louis Henri Canier             |                        | 15 avril 1880    | 19 février 1881  |
| 33 |          | Adolphe Charles Augustin Rondeaux   |                        | 19 février 1881  | 15 octobre 1883  |
| 34 |          | Alfred Maingnan                     |                        | 9 décembre 1883  | 18 mai 1884      |
| 35 |          | Eugène Charles                      |                        | 18 mai 1884      | 28 mars 1886     |
| 36 |          | Laurent Roux-Lavergne               |                        | 28 mars 1886     | 23 décembre 1888 |
| 37 |          | François Jean Rio                   |                        | 27 janvier 1889  | 29 juin 1890     |
| 38 |          | Frédéric Delory                     |                        | 29 juin 1890     | 2 mars 1892      |
| 39 |          | Adolphe Charles Augustin Rondeaux   |                        | 15 mai 1892      | 24 mai 1893      |
| 40 |          | Edouard Broni                       |                        | 15 juin 1893     | 21 novembre 1897 |
| 41 |          | Adolphe L'Helgoualc'h               |                        | 21 novembre 1897 | 15 mai 1904      |
| 42 |          | Joseph Talvas                       |                        | 15 mai 1904      | 5 novembre 1904  |
| 43 |          | Louis Nail                          |                        | 18 décembre 1904 | 19 mai 1912      |
| 44 |          | Pierre-Louis Esvelin                |                        | 19 mai 1912      | 10 décembre 1919 |
| 45 |          | Édouard Labes                       |                        | 10 décembre 1919 | 17 mai 1925      |
| 46 |          | Emmanuel Svob                       | SFIO                   | 17 mai 1925      | 19 mai 1929      |
| 47 |          | Jules Legrand                       |                        | 19 mai 1929      | 19 mai 1935      |
| 48 |          | Emmanuel Svob                       | SFIO                   | 19 mai 1935      | 1er avril 1941   |
| 49 |          | Auguste Donval                      |                        | 1er avril 1941   | 8 mai 1942       |
| 50 |          | Eugène Gallois-Montbrun             |                        | 19 mai 1942      | 31 août 1944     |

| Période        | Période                    | Identité           | Étiquette    | Qualité |
| -------------- | -------------------------- | ------------------ | ------------ | --- |
| septembre 1944 | avril 1946                 | Emmanuel Svob,     | SFIO         | Ouvrier bijoutier, ancien maire Pionnier du logement social et de l'économie sociale et solidaire Conseiller général de Lorient II (1945 → 1946) Nommé maire par le GPRF puis élu en 1945 Démissionnaire pour raison de santé                                                             |
| mai 1946       | octobre 1951               | Julien Le Pan,     | SFIO         | Avocat Municipalité dissoute en raison de mésententes politiques |
| décembre 1951  | mai 1953                   | Charles Le Samedy, | PCF          | Ouvrier à l’Arsenal de Lorient puis agent des services techniques de la ville de Lanester Syndicaliste, Résistant FTP |
| mai 1953       | mars 1959                  | Jean Le Coutaller, | SFIO         | Instituteur ; Résistant, capitaine FFI, membre du CDL du Morbihan Député du Morbihan (1945 → 1956) Sous-secrétaire d’État aux Anciens Combattants (1956 → 1957) |
| mars 1959      | mars 1965                  | Louis Glotin,      | Droite       | Avocat et avoué Président de la Caisse d'épargne de Lorient Président départemental des Apel Chevalier de Saint-Grégoire-Le-Grand Chevalier de la Légion d'honneur |
| mars 1965      | mai 1973                   | Yves Allainmat ,   | SFIO puis PS | Instituteur puis inspecteur de l'AOF Directeur de cabinet du ministre de l’éducation nationale de la République de Haute-Volta (1958 → 1961) Député du Morbihan (5e circ.) (1967 → 1968 et 1973 → 1978) Officier des Palmes académiques Officier de la Légion d'honneur Démissionnaire    |
| juillet 1973   | juillet 1981               | Jean Lagarde,      | PS           | Officier d'administration en chef de la marine nationale retraité Démissionnaire |
| juillet 1981   | mars 1998                  | Jean-Yves Le Drian | PS           | Professeur agrégé d'histoire Député du Morbihan (5e circ.) (1978 → 1991 et 1997 → 2007) Conseiller régional de Bretagne (1998 → 2021) Président du SIVOM, du District puis de la CA Lorient Agglomération (1983 → 2004) Démissionnaire après son élection au conseil régional de Bretagne |
| avril 1998     | juillet 2020               | Norbert Métairie,  | PS           | Professeur de lycée à Rostrenen puis à Hennebont Suppléant de Jean-Yves Le Drian (1997 → 2002) Conseiller général de Lorient-Centre (2001 → 2015) Président de la CA Lorient Agglomération (2004 → 2020) Chevalier de l'Ordre du Mérite maritime Chevalier de la Légion d'honneur         |
| juillet 2020   | En cours (au 19 mars 2025) | Fabrice Loher      | UDI          | Collaborateur d'élus puis cadre territorial Président de la CA Lorient Agglomération (2020 → ) Ministre délégué à la Mer et à la Pêche (2024 → 2024) |

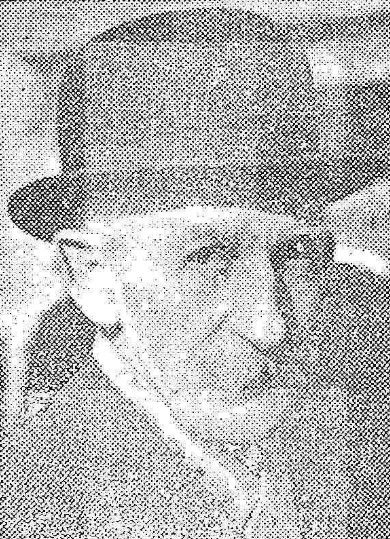
Emmanuel Svob en 1935
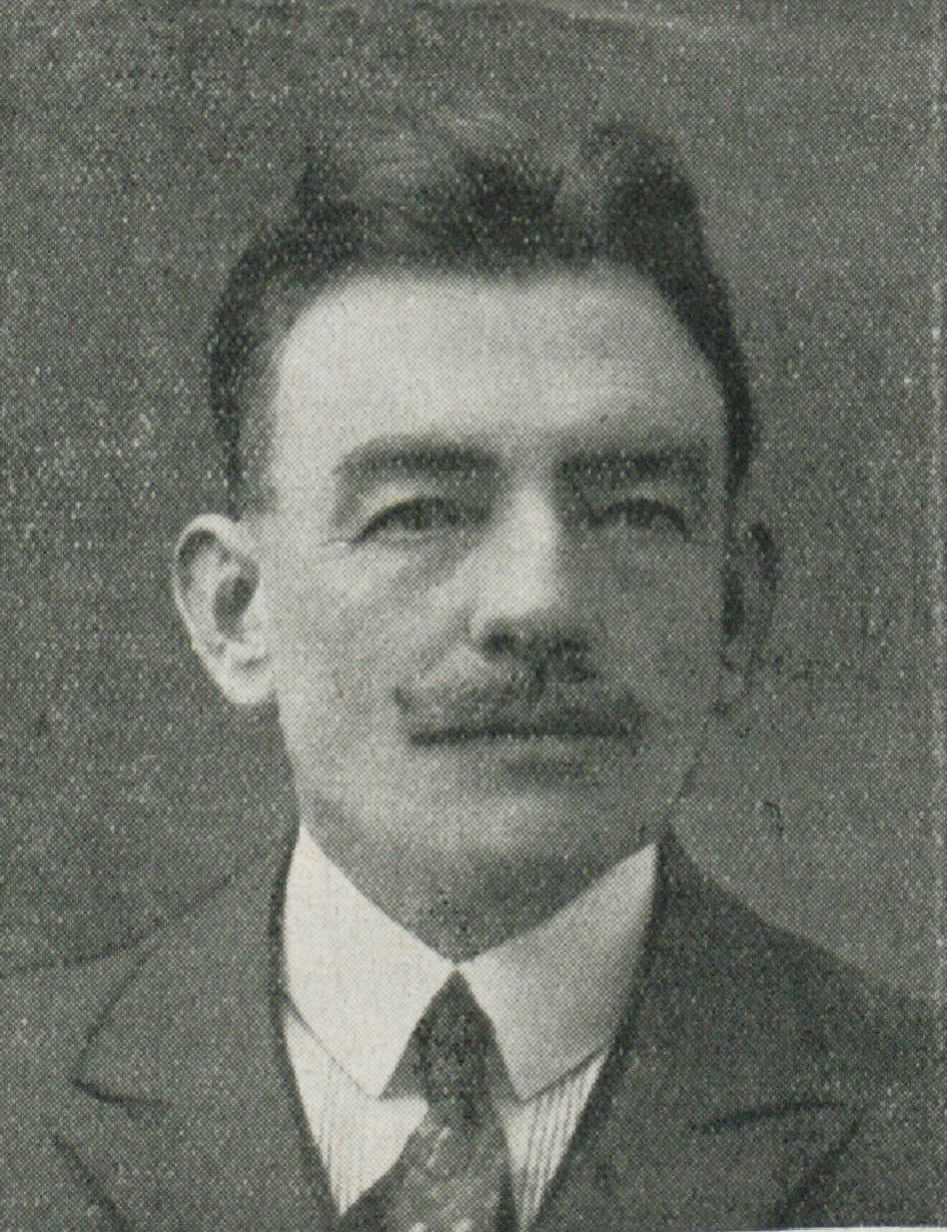
Jean Baco en 1928
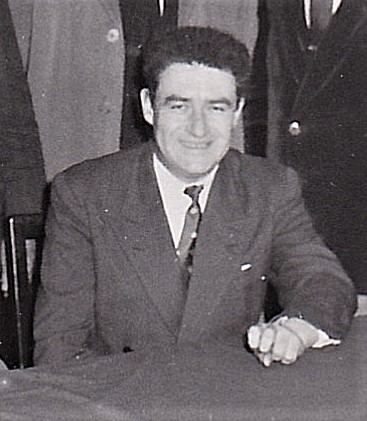
Charles Le Samedy en 1951
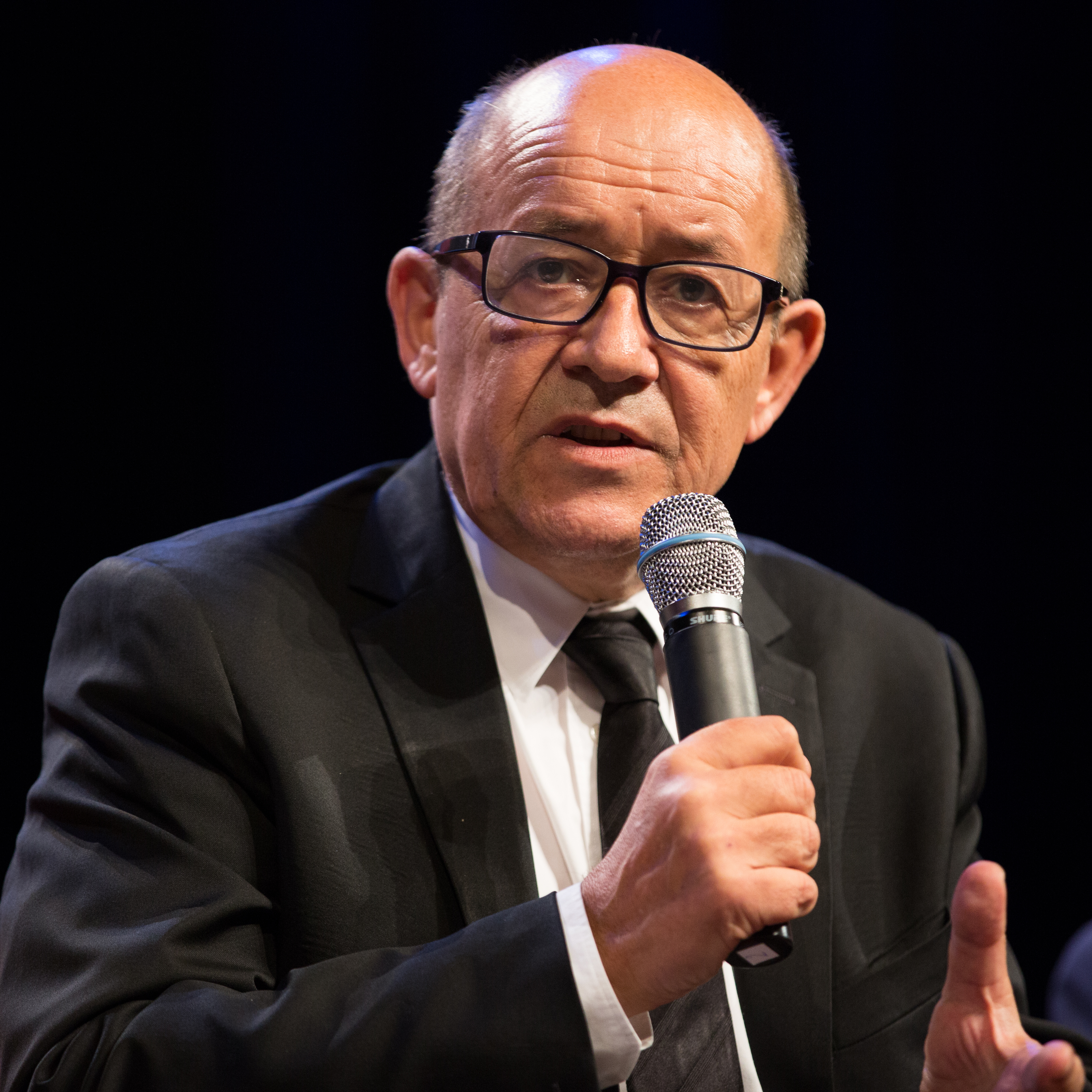
J-Y Le Drian en 2016.
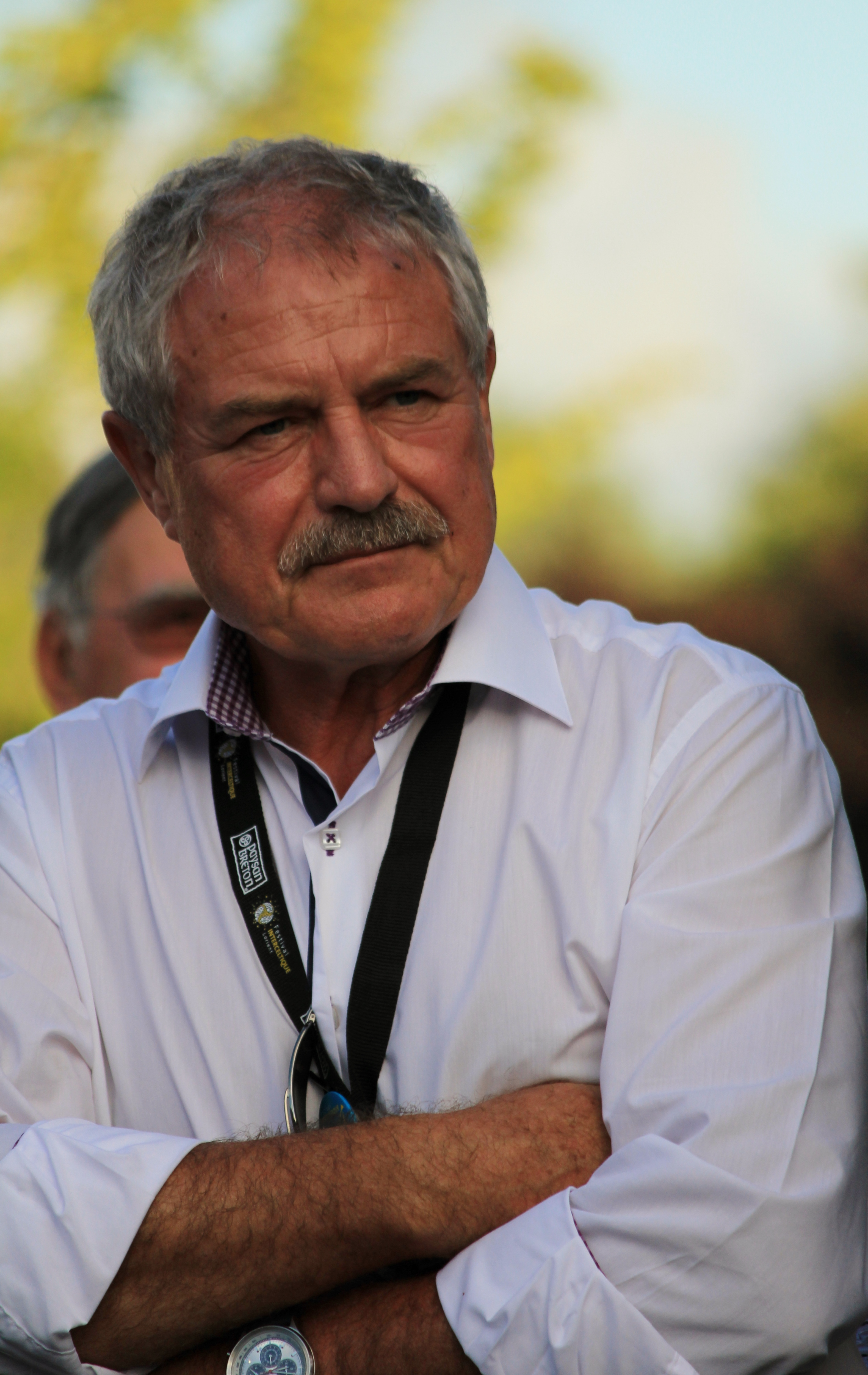
Norbert Métairie en 2013.
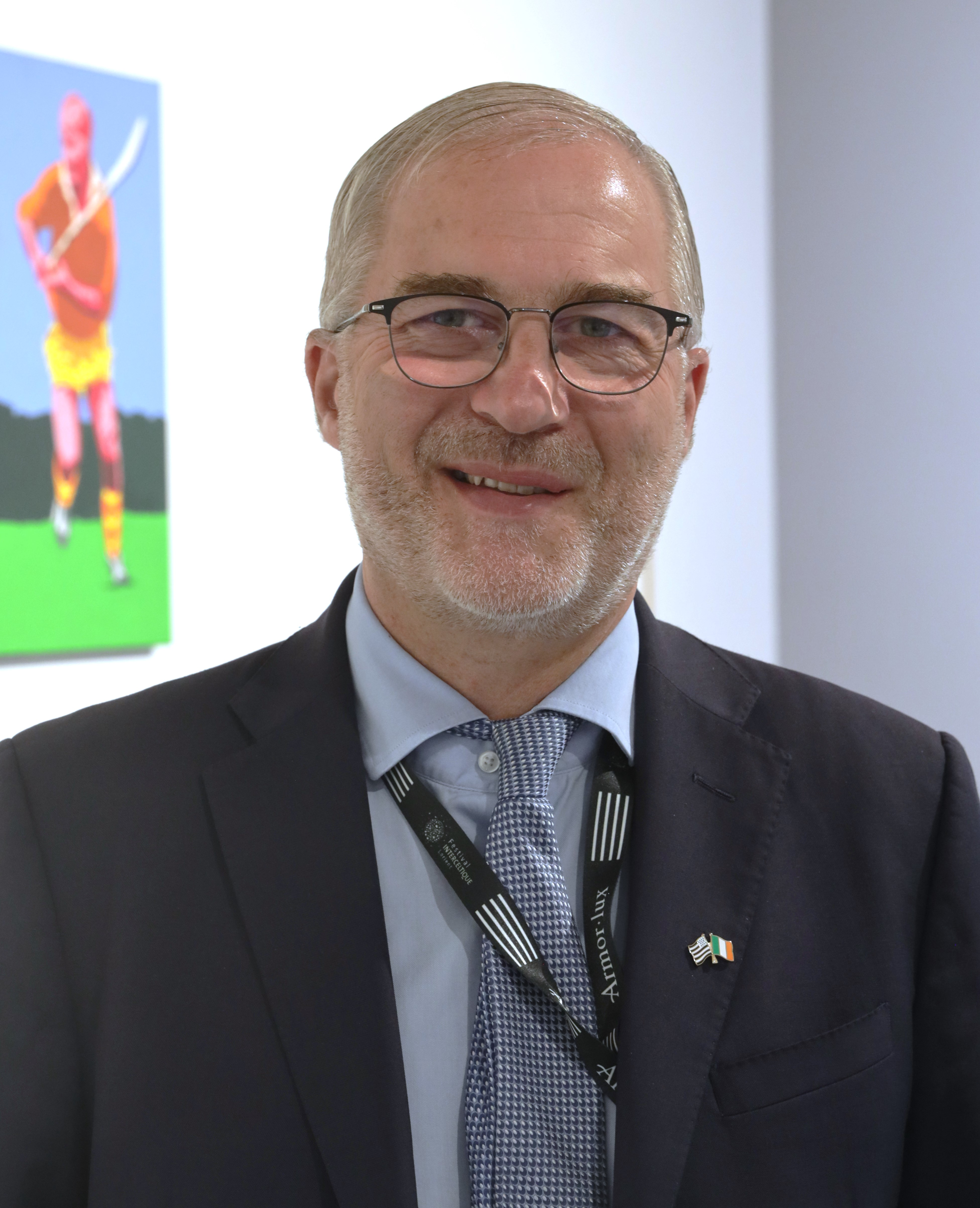
Fabrice Loher en 2023.

## Pour approfondir